# Martin Pfaender
Martin Pfaender (* 23. Mai 1956 in Stuttgart) ist ein deutscher Comiczeichner und Illustrator.
Nach seinem Zivildienst absolvierte Pfaender ein Studium der Malerei. Danach war er als Zeichenlehrer einer Kunstschule und im Werbebereich tätig. 1989 entstand mit Taft & Harper sein erster Comic. 1991 gewann er den Wettbewerb German Comic Open. Der Preis hierfür war neben 10.000 Mark die Veröffentlichung seines Albums Cyclobertrand.

## Alben
- 1992: Taft & Harper (Feest)
- 1992: Cyclobertrand (Feest)
- 1995: Perry Rhodan - Das Konzil der Sieben (Bernt)